# باري ويلسون (مؤرخ)
باري ويلسون هو مؤرخ كندي، ولد في 1940.

## وصلات خارجية
- باري ويلسون على موقع IMDb (الإنجليزية)